# Retikuläre Dysgenesie
Die retikuläre Dysgenesie ist eine sehr seltene angeborene Erkrankung und die schwerste Form eines Schweren kombinierten Immundefektes (SCID) mit Schallempfindungsschwerhörigkeit beidseits und Fehlen einer angeborenen und erworbenen Immunfunktion. Die sich daraus ergebende Septikämie führt ohne Behandlung rasch zum Tode nach der Geburt.
Synonyme sind: De Vaal Syndrom; De Vaal-Seynhaeve-Syndrom; Aleukocytosis; Congenitale Aleukie; englisch Immunodeficiency with generalized hematopoietic hypoplasia; Severe Combined Immunodeficiency with Leukopenia; Hematopoietic Hypoplasia, Generalized
Die Erstbeschreibung stammt aus dem Jahre 1959 durch die Amsterdamer Pädiater O.M. De Vaal und Victorien Seynhaeve.

## Verbreitung
Die Häufigkeit wird mit unter 1 zu 1.000.000 angegeben, bislang wurde über etwa 10 Betroffene berichtet. Die Vererbung erfolgt autosomal-rezessiv.

## Ursache
Der Erkrankung liegen Mutationen im AK2-Gen auf Chromosom 1 Genort p35.1 zugrunde, welches für  eine Adenylat-Kinase kodiert. Infolge der Störung fehlen neben Lymphozyten auch sämtliche phagozytierenden Zellen des Blutes sowie die Humorale und Zelluläre Immunantwort.

## Klinische Erscheinungen
Klinische Kriterien sind:
- Erkrankungsbeginn in den ersten Lebenstagen mit schweren septischen Infektionen
- nur geringe allgemeine Vergrößerung der Lymphknoten

## Diagnose
Im Blutbild finden sich eine Leukozytopenie, Granulozytopenie, Lymphozytopenie, (die kleinen Lymphozyten fehlen, die großen sind stark vermindert), Erythrozyten und Thrombozyten sind normal.
Im Knochenmark liegt einer normaler Zellgehalt der Erythropoese und der Megakaryopoese vor bei fehlender Myelopoese und verminderten Monozyten.
Im Blutserum besteht eine hochgradige Hypogammaglobulinämie.
Im Röntgen-Thorax und in der Sonografie ist kein Thymus nachweisbar.

## Differentialdiagnose
Abzugrenzen sind unspezifische Neugeborenensepsis, andere Formen der Agranulozytose, andere SCID-Formen.

## Therapie
Die Behandlung besteht in der Stammzelltransplantation.